# Yamaha SDR 200
Yamaha SDR 200 – japoński motocykl produkowany przez Yamaha Motor Corporation latach 1986-1987.
SDR 200 był przeznaczony na rynek japoński, egzemplarze znajdujące się poza Japonią pochodzą z prywatnego importu. wyposażony był w jednocylindrowy, dwusuwowy silnik o pojemności 200 cm³.